# 關西機場線
關西機場線（日语：／ Kansai Kūkō sen */?）是一條連結大阪府泉佐野市的日根野站至同府泉南郡田尻町的關西機場站，屬於西日本旅客鐵道（JR西日本）的鐵路線（幹線）。
全線各車站均可使用JR西日本的ICOCA、東日本旅客鐵道（JR東日本）的Suica、以及PiTaPa支付車費。

## 路線資料
- 管轄、路線距離（營業距離）：全長11.1公里[1]
  - 西日本旅客鐵道（第一種鐵道事業者）：
    - 日根野站－臨空城站間 4.2公里

  - 西日本旅客鐵道（第二種鐵道事業者）、新關西國際機場（日语：新関西国際空港）（第三種鐵道事業者）：
    - 臨空城站－關西機場站間 6.9公里
- 軌距：1,067毫米
- 站數：3個（包括起終點站）[1]
  - 若只限屬於關西機場線的車站，排除屬於阪和線的日根野站，包括共同使用站的臨空城站則為2個[3][4]。
- 複線路段：全線
- 電氣化路段：全線電氣化（直流1,500 V）
- 閉塞方式：複線自動閉塞式
- 保安裝置：ATS-P（臨空城站－關西機場站間併設ATS-PN[5]）[6]
- 運轉指令所（日语：運転指令所）：大阪綜合指令所（日语：大阪総合指令所）關西機場指令所（日语：関西空港指令所）
- 最高速度：130公里/小時

全長3,750m的關西國際機場聯絡橋連接臨空城及關西機場，由西日本旅客鐵道（第二種鐵道事業者）及新關西國際機場（第三種鐵道事業者）擁有，南海電氣鐵道機場線除關西機場站內設施外，均與關西機場線共用上下行路線。
全線由JR西日本近畿統括本部管轄。全線根據旅客營業規則的大都市近郊區間的「大阪近郊區間」與IC乘車卡「ICOCA」的近畿圈地域。

## 使用車輛
- 關空快速、普通（穿梭）列車
  - 223系0、2500番台
  - 225系5000番台
- 特急「遙」號
  - 281系
  - 271系

## 歷史
- 1994年（平成6年）
  - 6月15日：日根野 - 關西機場間開業
  - 9月4日：關西國際機場開港。特急「遙」、「關空快速」開始行駛。
- 2008年（平成20年）3月15日：由JR難波站出發的「關空快速」班次被廢。
- 2018年
  - 9月4日，燕子颱風侵襲日本，在西日本登陸時刮起的強風，使得一艘為關西機場補給航空油料的液貨船「宝運丸」走錨漂流，並撞擊到關西國際機場聯絡橋南側車道，造成關西機場自動車道的一段橋面偏移，且波及到鐵路的架空電車線，鐵路路面也偏移約50公分。事故發生後，所有船員生還，鐵公路當時已關閉而沒有車輛受損及人員傷亡，但使得機場連外的鐵路與公路交通暫時中斷[8]，約3000人一時受困在機場內[9]。
  - 9月14日，吊離遭撞損的南側公路橋面[10]，並開始修復鐵路。
  - 9月18日，清晨起，鐵路恢復通車[11]。

## 車站列表
- 關空快速、直通快速、穿梭列車全部在關西機場線內各站停車（大阪環狀線、阪和線直通列車的所有停靠站參見「關空快速·紀州路快速#停靠站」，大阪環狀線內參見「大阪環狀線#停車Pattern」，阪和線內參見「阪和線#車站列表」）。特急的停靠站參見「遙號列車」
- 所有車站都位於大阪府內
- 車站編號自2018年3月17日起引入[12]

| 車站編號 | 中文站名 | 日文站名 | 英文站名 | 站間營業距離 | 累計營業距離 | 接續路線                      | 所在地       |
| -------- | -------- | -------- | -------- | ------------ | ------------ | ----------------------------- | ------------ |
| JR-S45   | 日根野   |          |          | -            | 0.0          | 西日本旅客鐵道： 阪和線       | 泉佐野市     |
| JR-S46   | 臨空城   |          |          | 4.2          | 4.2          | 南海電氣鐵道： 機場線（NK31） | 泉佐野市     |
| JR-S47   | 關西機場 |          |          | 6.9          | 11.1         |                               | 泉南郡田尻町 |